# Tábor
Tábor este un oraș cu 36.013 loc. (în 2005) situat în Regiunea Boemia de Sud, Cehia.

## Date generale
Tábor este cunoscut ca punct central în războaiele Husite.
În oraș se află facultatea de turistică  și o universitate economică Universitatea České Budějovice.

## Personalități marcante
- Jan Táborský z Klokotské Hory  (1500–1572), scriitor, compozitor, astronom
- Joseph Gelinek (Gelineck, Jozef Jelínek) (1758–1825), pianist și compozitor austriac-ceh, teolog
- Karel Leopold Klaudy (1822–1894), politician
- Josef Freiherr von Bezecny (1829–1904), bancher austriac
- Robert Ritter von Töply (1856–1947), medic militar austriac
- Jiří Datel Novotný (* 1944), actor
- Jan Šimák (* 1978), fotbalist
- Markéta Bělonohá, manechin

## Galerie de imagini

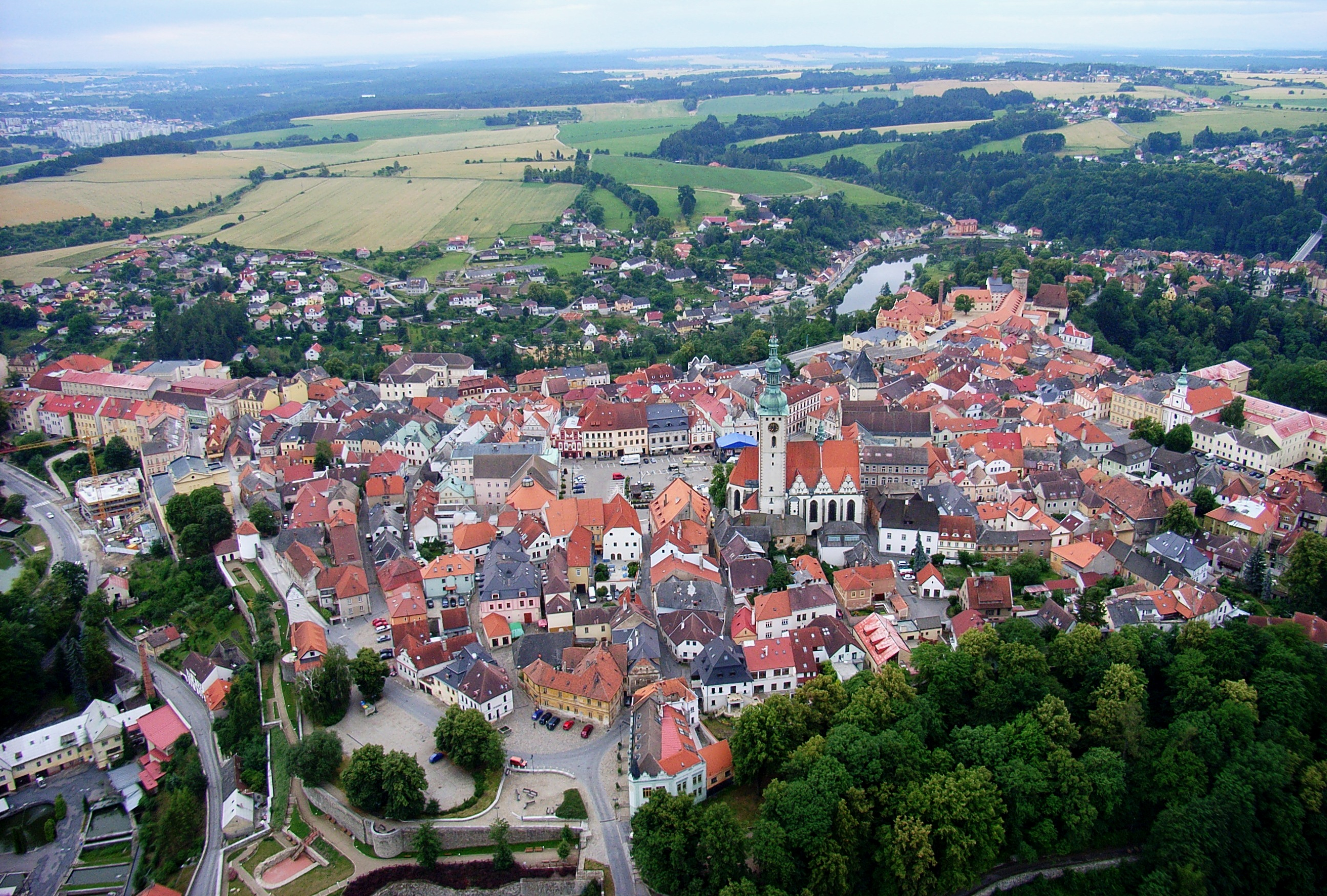
orașul vechi
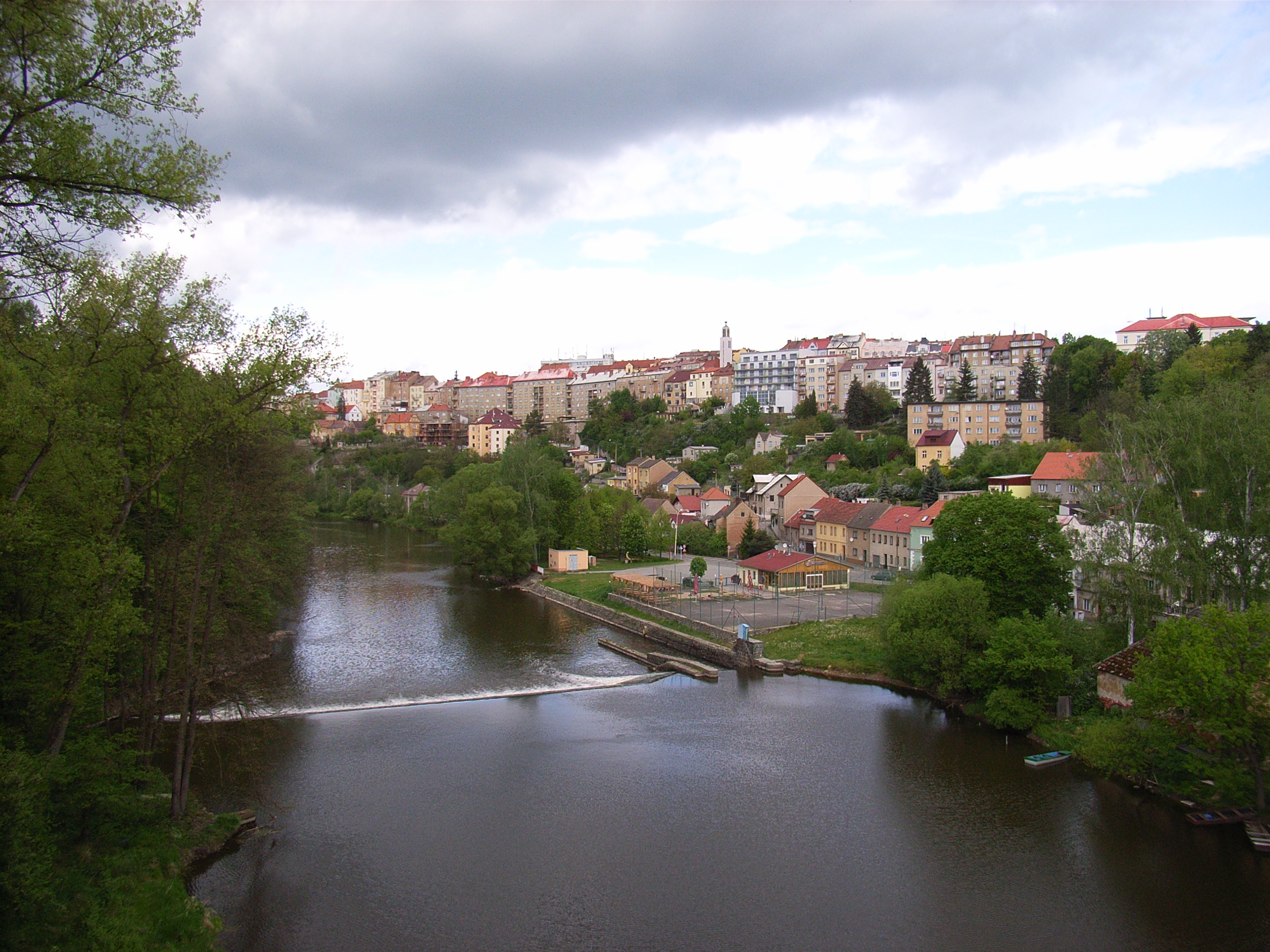
Tábor cu râul Lužnice
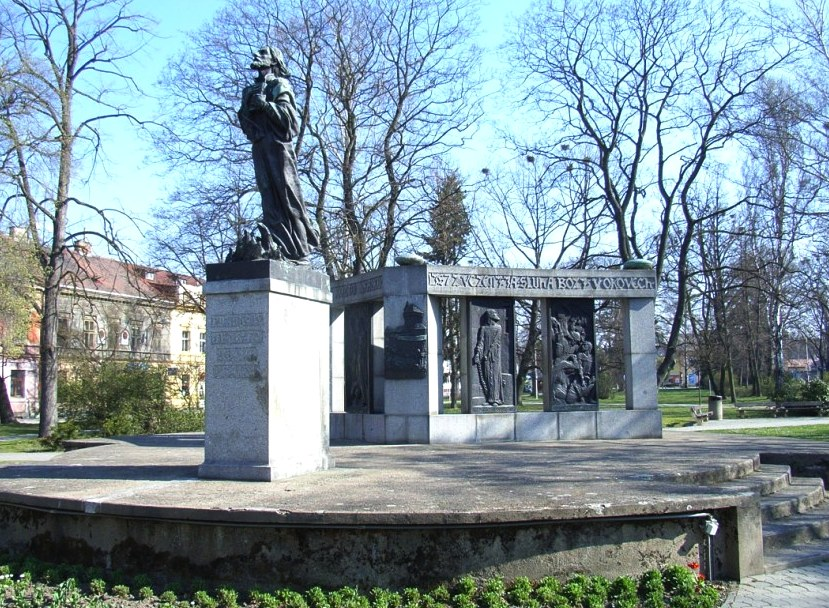
Monumentul lui Jan Hus
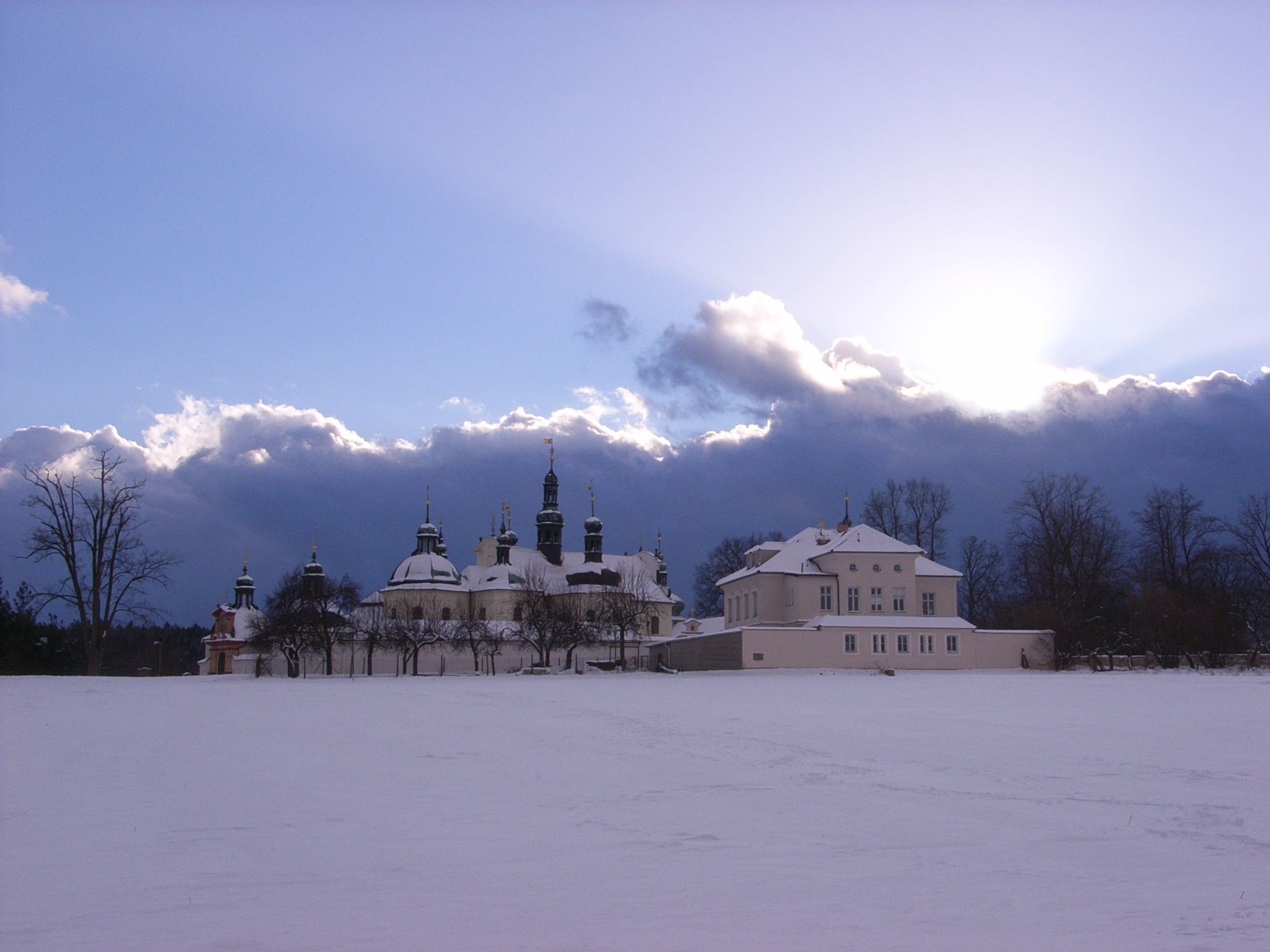
Mănăstirea Klokoty